# Marco Bandiera
Marco Bandiera (Castelfranco Veneto, 12 juni 1984) is een voormalig Italiaans wielrenner.

## Belangrijkste overwinningen
2006
Trofeo Zssdi
GP Capodarco
2007
1e (ploegentijdrit) en 3e etappe Ronde van Venetië (ploegentijdrit)
1e etappe Ronde van de Aostavallei
2009
Trofeo Zssdi
2012
Bergklassement Ronde van Turkije

## Resultaten in voornaamste wedstrijden
| Jaar | Ronde van Italië | Ronde van Frankrijk | Ronde van Spanje |
| ---- | ---------------- | ------------------- | ---------------- |
| 2008 |                  |                     |                  |
| 2009 |                  | 145e                |                  |
| 2010 |                  |                     |                  |
| 2011 |                  |                     |                  |
| 2012 | 140e             |                     |                  |
| 2013 |                  |                     |                  |
| 2014 | 142e             |                     |                  |
| 2015 | 155e             |                     |                  |
| 2016 |                  |                     |                  |

| Jaar | Milaan-San Remo | Gent-Wevelgem | Ronde van Vlaanderen | Parijs-Roubaix | Amstel Gold Race | Ronde van Lombardije | Parijs-Tours | Omloop Het Nieuwsblad | Cyclassics Hamburg |  | Wereldranglijsten |
| ---- | --------------- | ------------- | -------------------- | -------------- | ---------------- | -------------------- | ------------ | --------------------- | ------------------ |  | ----------------- |
| 2008 |                 | 122e          | 85e                  | 94e            |                  |                      |              |                       |                    |  |                   |
| 2009 | 110e            | 76e           | 41e                  | 53e            | opgave           |                      |              |                       | 9e                 |  | 182e (UWK)        |
| 2010 | opgave          | opgave        | opgave               | buit.tijd      |                  |                      |              |                       |                    |  |                   |
| 2011 | opgave          |               |                      | 97e            |                  | opgave               |              |                       |                    |  |                   |
| 2012 |                 |               |                      |                | 145e             |                      |              |                       |                    |  |                   |
| 2013 | 83e             | opgave        | 48e                  |                | opgave           |                      | 61e          | 6e                    |                    |  |                   |
| 2014 |                 | 70e           | 87e                  | 39e            | 85e              |                      |              | 89e                   |                    |  |                   |
| 2015 | 83e             |               | 68e                  |                |                  | opgave               |              | 104e                  |                    |  |                   |
| 2016 |                 |               |                      |                |                  | opgave               |              |                       |                    |  |                   |

## Ploegen
- 2007 –  Lampre-Fondital (stagiair vanaf 1-8)
- 2008 –  Lampre
- 2009 –  Lampre-NGC
- 2010 –  Team Katjoesja
- 2011 –  Quick Step Cycling Team
- 2012 –  Omega Pharma-Quick Step
- 2013 –  IAM Cycling
- 2014 –  Androni Giocattoli-Venezuela
- 2015 –  Androni Giocattoli-Sidermec
- 2016 –  Androni Giocattoli-Sidermec